# La Suze-sur-Sarthe
La Suze-sur-Sarthe település Franciaországban, Sarthe megyében. Lakosainak száma 4628 fő (2022. január 1.). La Suze-sur-Sarthe Chemiré-le-Gaudin, Cérans-Foulletourte, Fercé-sur-Sarthe, Mézeray, Roézé-sur-Sarthe és Saint-Jean-du-Bois községekkel határos.

## Népesség
A település népességének változása:
| Lakosok száma | 4398 | 4460 | 4521 | 4463 | 4473 | 4473 | 4498 | 4563 | 4628 |
|               | 2013 | 2015 | 2016 | 2017 | 2018 | 2019 | 2020 | 2021 | 2022 |